# Бои за Луганский аэропорт
Бои за Луганский аэропорт — вооруженное противостояние 2014 года между украинскими войсками и силами самопровозглашённой Луганской Народной Республики за установление контроля над имевшим стратегическое значение аэродромом Луганского международного аэропорта.

## Аэропорт
Международный аэропорт «Луганск» расположен к югу от города Луганска, на расстоянии девяти километров от городской черты (посёлок Видное). С началом протестов на востоке Украины аэропорт находился под контролем Украины.

## Хронология
Вооружённое противостояние в районе аэропорта началось 5 июня 2014 года.
В начале июня 2014 года в аэропорт передислоцировались служащие Луганской погранзаставы ВСУ.
9 июня 2014 года вооружённые формирования Луганской Народной Республики блокировали аэропорт и находящихся на его территории около 200 военнослужащих сухопутных войск и Нацгвардии Украины с вооружением и бронетехникой.
10 июня 2014 года в связи с боевыми действиями аэропорт был закрыт.
По ситуации на 14 июня 2014 года территорию вокруг аэропорта контролировали силы ЛНР, подразделения ВСУ в аэропорту были в окружении, доставка личного состава и снаряжения могла осуществляется только самолетами.
Ночью 14 июня 2014 года через аэропорт следовал очередной конвой грузовых самолетов — 2 борта Ил-76 и один Ан-26. Первый Ил-76 удачно совершил посадку, а второй Ил-76 был сбит сепаратистами. После этого украинские военные оттеснили силы ЛНР, собрали тела погибших пассажиров и экипажа Ил-76 и подорвали неразорвавшийся боекомплект. Третий самолет, Ан-26, изменил курс и вернулся обратно, после чего авиасообщение с аэропортом было приостановлено окончательно.
После этого в аэропорту находилось шестнадцать БТР-80, семь БМД-2, шесть миномётов 120 калибра, шесть единиц ЗУ-23-2, несколько ГАЗ-66 и 350—370 бойцов личного состава ВСУ. Руководивший обороной аэропорта командир с позывным «Кобра» сосредоточил всех бойцов на территории аэропорта возле построек и укрепсооружений. Украинские силовики выставили круговую оборону, но у них не было возможности осуществить охрану взлётных полос. Группировка войск находилась в полном окружении сепаратистов..
В период с июня по август 2014 года вооружённые формирования ЛНР при помощи техники блокировали ВСУ и военнослужащих Национальной гвардии в аэропорту. Украинской армией в прилегающих к аэропорту районах Луганской области велись бои за установление бесперебойных коридоров снабжения на северо-запад от аэропорта, в сторону от основной группировки сепаратистов, занимающей Луганск.
По состоянию на 7 июля 2014 года, украинские силовики в результате боестолкновений в районе аэропорта потеряли около 100 военнослужащих убитыми. Кроме того, аэромобильные подразделения, дислоцировавшиеся на территории аэропорта, потеряли большое количество техники и вооружения. В частности, из строя были выведены 5 бронеавтомобилей, 7 БТР, 2 гаубицы, 2 миномётных расчета и зенитная установка.
К середине июля 2014 года оборонявшие аэропорт силовики стали испытывать недостаток всего необходимого, так как «воздушный мост» для сбрасывания грузов на парашютах не был достаточно эффективным. Командование сектора «А» начало разрабатывать план по обеспечению наземного пути для доставки припасов, а затем приняло решение о разблокировании Луганского аэропорта. Пробитие коридора позволило бы обеспечить защитникам аэропорта поставку боеприпасов и продовольствия, а также расширить контролируемую зону безопасности.
12 июля 2014 года колонна Вооруженных сил Украины вышла из посёлка Счастье и направилась в сторону аэропорта, преодолев около 75 километров. Эта боевая тактическая группа состояла из батальона 128 отдельной горнопехотной бригады, роты 80-й аэромобильной бригады с артиллерийской батареей гаубичной и танковой роты. В колонне был командир 80 бригады полковник Андрей Ковальчук. Недалеко от аэропорта, при переезде через эстакаду, БТР в голове колонны был подбит сепаратистами и загорелся, заблокировав колонну из 40 единиц техники ВСУ на возвышенности. Колонна около часа находилась под обстрелом, пока по приказу Андрея Ковальчука танк не сбросил остатки бронетранспортера в сторону, разблокировав путь колонне дальше. В этом бою погибли четверо украинских бойцов, комбриг Ковальчук получил ранение в руку. Колонна добралась до аэропорта ночью. Утром 13 июля 2014 года украинские силовики начали наступление на Луганск сразу с трёх направлений, включая направление аэропорта. Сводному отряду 80-й аэромобильной и 128-й горно-пехотной бригад ВСУ удалось прорвать кольцо окружения сепаратистов. Оборонявшие аэропорт украинские десантники пытались помочь силовикам, пытавшимся деблокировать аэропорт. Аэропорт подвергся сильному обстрелу системами залпового огня сепаратистов и к 9 утра подавляющее большинство автотехники украинских силовиков сгорела, многие украинские десантники погибли. Наступающая группировка не только не смогла деблокировать аэропорт, но и сама была рассеяна. Часть украинской пехоты смогла прорваться и выйти из окружения.

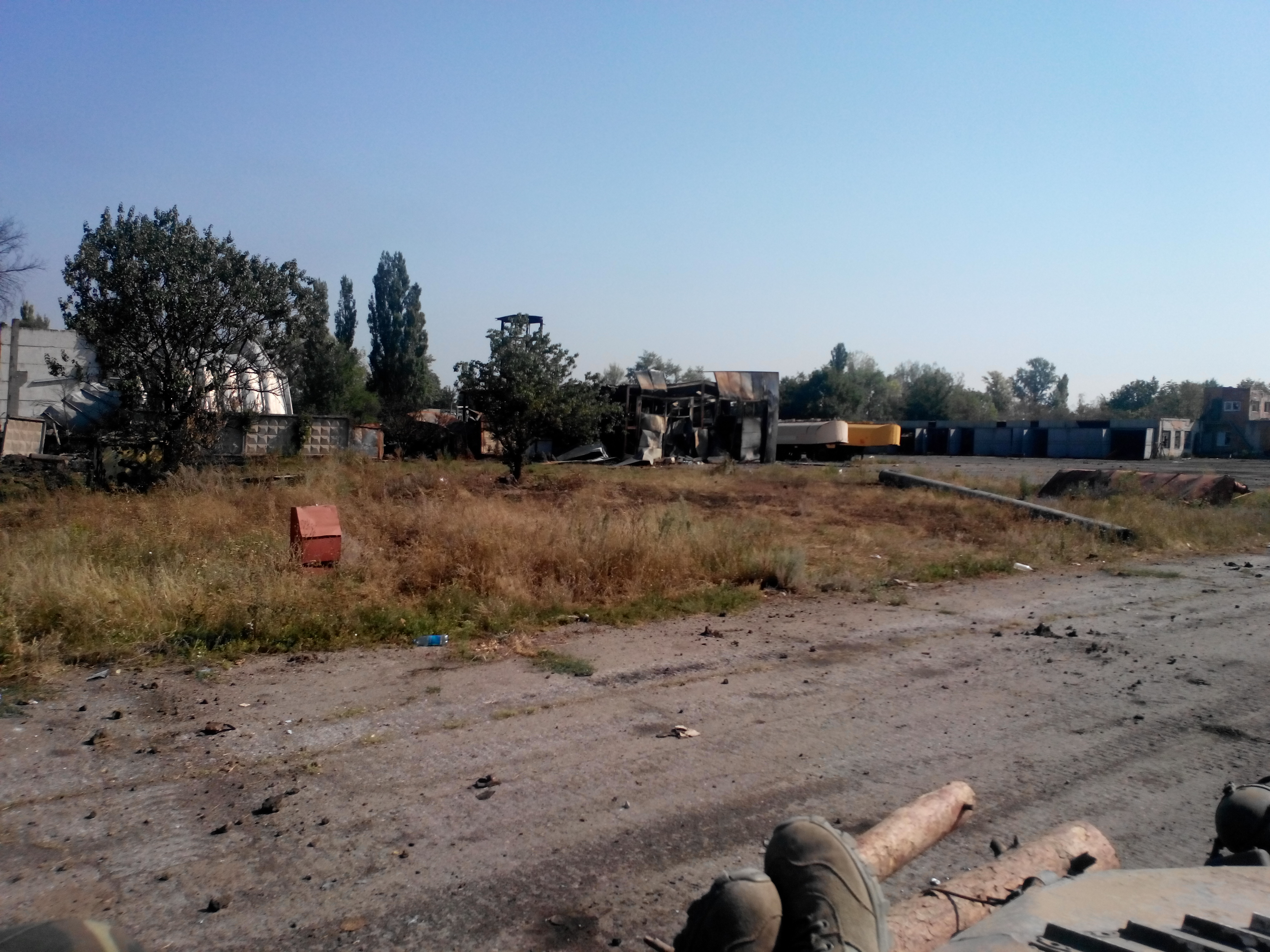
ВПП аэропорта летом 2014 года

Увеличение количества оборонявших аэропорт бойцов привело к тому, что стало требоваться всё больше припасов. Особенно это касалось воды, продовольствия и снарядов к гаубицам Д-30, которые были основным дальнобойным оружием украинских силовиков, постоянно обстреливавших Луганск.
Украинским командованием был разработан план создания «коридора безопасности», чтобы наладить устойчивое снабжение аэропорта. Ключевым пунктом, который было необходимо взять под контроль, была Георгиевка. Так как село было укреплено и там находился гарнизон сепаратистов, было решено нанести удар с двух сторон — со стороны Луганского аэропорта должны были атаковать бойцы 80-й бригады, а с другой стороны — батальон «Айдар» (командиром сводной группы был Игорь Лапин с позывным «Зола») при поддержке взвода танков 1-й отдельной танковой бригады. Основной задачей, помимо удержания Георгиевки, была проводка колонны снабжения.
Ситуация в аэропорту значительно ухудшалась, и украинские десантники находились в затруднительном положении, однако 20 июля 2014 года украинские войска в секторе силами 24-й механизированной бригады и батальона «Айдар» начали крупное наступление под Луганском, взяв ряд населенных пунктов — Георгиевку, Новосветловку и Хрящеватое. Украинские силовики двенадцать дней держали оборону Георгиевки для того, чтобы можно было создать артерию снабжения с аэропортом.

### Отступление ВСУ из аэропорта
На конец августа 2014 аэропорт обороняли от 1,5 до 2 тысяч украинских военных. К тому времени вооруженные силы ЛНР значительно усилились. В результате наступления последних, оперативная группа сил ВСУ попала в окружение.
При штурме аэропорта сторона ЛНР задействовала самоходные минометы большой мощности 2С4 «Тюльпан» калибра 240 мм, которые, по словам министра обороны Валерия Гелетея, нанесли два удара по аэропорту. Однако ВСУ смогли отбить атаку.
После окружения аэропорта силами ЛНР и разрушения зданий артиллерийским огнём, ночью 1 сентября украинские войска, которые держали оборону аэропорта 146 дней, во время боя взорвали взлётную полосу аэродрома и, прорвав окружение, отступили с территории аэропорта.
С 1 сентября 2014 года аэропорт Луганска полностью находится под контролем формирований ЛНР. В ходе боёв с применением артиллерии инфраструктура аэропорта получила значительные повреждения, большая её часть не подлежала восстановлению. Аэровокзал был полностью разрушен.
В этих боях впервые была использована ЧВК «Вагнер».